# Метод невизначених коефіцієнтів
Метод невизначених коефіцієнтів — підхід для віднайдення частинного розв'язку для певних неоднорідних звичайних диференціальних рівнянь і Рекурентне співвідношення рекурентних співвідношень. Для знаходження найкращого можливого частинного розв'язку , робиться припущення в підхожій формі, яке потім тестується диференціюванням рівняння. Для складних рівнянь, метод Лагранжа потребує менше часу.
Невизначені коефіцієнти не настільки загальний метод як метод Лагранжа, оскільки вони працюють лише для диференціальних рівнянь певного виду.

## Опис методу
Розглянемо лінійне неоднорідне диференціальне рівняння виду
{\displaystyle a_{n}y^{(n)}+a_{(n-1)}y^{(n-1)}+...+a_{1}y'+a_{0}y=g(x).}
Метод полягає у знаходженні загального однорідного розв'язку {\displaystyle y_{c}} для відповідного однорідного диференціального рівняння.
{\displaystyle a_{n}y^{(n)}+a_{(n-1)}y^{(n-1)}+...+a_{1}y'+a_{0}y=0,}
і окремого розв'язку {\displaystyle y_{p}} лінійного неоднорідного диференціального рівняння. тоді загальний розв'язок {\displaystyle y} неоднорідного звичайного диференціального рівняння буде
{\displaystyle y=y_{c}+y_{p}.}
Якщо {\displaystyle g(x)} є сумою двох функцій {\displaystyle h(x)+w(x)} і ми кажемо, що {\displaystyle y_{p_{1}}} це розв'язок базований на {\displaystyle h(x)} і {\displaystyle y_{p_{2}}} розв'язок базований {\displaystyle w(x)}. Тоді, використання принципу суперпозиції дає нам окремий розв'язок {\displaystyle y_{p}}:
{\displaystyle y_{p}=y_{p_{1}}+y_{p_{2}}.}

## Типові форми окремих розв'язків
Задля віднайдення окремого розв'язку, ми маємо вгадати його форму, з деякими коефіцієнтами як змінними, які ми повинні знайти. Таблиця деяких типових функцій і здогадок до них:
| Функція від x | Форма y |
| {\displaystyle ke^{ax}\!} | {\displaystyle Ce^{ax}\!} |
| {\displaystyle kx^{n}\mathrm {,} \;n=0,1,2,\cdots \!}                                                                                           | {\displaystyle K_{n}x^{n}+K_{n-1}x^{n-1}+\cdots +K_{1}x+K_{0}\!}                                                                 |
| {\displaystyle k\cos(ax)\;\;\mathrm {or} \;\;k\sin(ax)\!}                                                                                       | {\displaystyle K\cos(ax)+M\sin(ax)\!}                                                                                            |
| {\displaystyle ke^{ax}\cos(bx)\;\;\mathrm {or} \;\;ke^{ax}\sin(bx)\!}                                                                           | {\displaystyle e^{ax}(K\cos(bx)+M\sin(bx))\!}                                                                                    |
| {\displaystyle \left(\sum _{i=1}^{n}k_{i}x^{i}\right)e^{ax}\cos(bx)\;\;\mathrm {or} \;\;\left(\sum _{i=1}^{n}k_{i}x^{i}\right)e^{ax}\sin(bx)\!} | {\displaystyle e^{ax}\left(\left(\sum _{i=1}^{n}Q_{i}x^{i}\right)\cos(bx)+\left(\sum _{i=1}^{n}R_{i}x^{i}\right)\sin(bx)\right)} |

Якщо вираз окремого розв'язку зустрічається в однорідному розв'язку, необхідно помножити його на достатньо великий степінь x для отримання незалежних розв'язків. Якщо функція від x це сума термів з наведеної таблиці, окремий інтеграл можна вгадати як суму відповідних термів для y.

## Резонанс і невизначені коефіцієнти
Розглянемо рівняння
{\displaystyle x''(t)+16x(t)=8\cos \omega t}
однорідний розв'язок {\displaystyle x_{h}=c_{1}\cos 4t+c_{2}\sin 4t,} тобто {\displaystyle \omega _{0}=4,} якщо частота вхідної функції (власна частота) також 4, тоді ми повинні помножити пробний розв'язок на {\displaystyle t.} Отже пробний розв'язок такий:
{\displaystyle x(t)={\begin{cases}d_{1}\cos \omega t+d_{2}\sin \omega t,&{\mbox{if }}\omega \neq 4\\t(d_{1}\cos \omega t+d_{2}\sin \omega t)&{\mbox{if }}\omega =4\end{cases}}}
Таким чином, ми спостерігаємо резонанс коли {\displaystyle \omega _{0}=\omega .}

## Приклад

### Добуток праворуч
{\displaystyle y''-2y'-3y=x^{3}e^{5x}\cos(3x)}
Тут {\displaystyle g(x)} - це добуток многочлена третього степеня, експоненційної функції і косинуса. Важливо пам'ятити, що кількість невизначених коефіцієнтів в {\displaystyle y} дорівнює кількості відмінних доданків (після спрощення виразу).
- Правильно: {\displaystyle y=(Ax^{3}+Bx^{2}+Cx+D)e^{5x}\cos(3x)+(Ex^{3}+Fx^{2}+Gx+H)e^{5x}\cos(3x).}
- Неправильно: {\displaystyle y=(Ax^{3}+Bx^{2}+Cx+D)Ee^{5x}(F\cos(3x)+G\sin(3x)).}

### Складніший приклад
{\displaystyle y''+25y=4x^{3}\sin(5x)-2e^{3t}\cos(5t)}
Спочатку запишемо однорідний розв'язок:
{\displaystyle y_{c}=C_{1}\cos(5x)+C_{2}\sin(5t).}
Тут нам потрібно знайти {\displaystyle y_{p1}} і {\displaystyle y_{p2}}. Маємо:
{\displaystyle y_{p1}=x(Ax^{3}+Bx^{2}+Cx+D)\cos(5x)+x(Ex^{3}+Fx^{2}+Gx+H)\sin(5x),}
{\displaystyle y_{p2}=Ie^{3x}\cos(5x)+Je^{3x}\sin(5x).}
Зауважте, що нам довелось домножити {\displaystyle y_{p1}} на {\displaystyle x}, щоб він не мав спільних доданків із однорідним розв'язком.